# Paulo Quevedo
Paulo César Quevedo de la Vega nasceu em  (Ciudad Juárez, México em 1 de fevereiro de 1975). É um actor e cantor mexicano.

## Telenovelas
- 2014 Reina de Corazones…Isidro Castilho
- 2008 - Doña Bárbara ....Balbino Paiba
- 2008 - La traición ....Delfino
- 2007 - Madre luna ....Tirso Reinoso
- 2007 - Acorralada ....René Romero
- 2006 - Olvidarte Jamás ....Patricio de la Nuez
- 2005 - Decisiones
- 2004 - La mujer en el espejo ....Alberto Gutiérrez
- 2003 - Amor descarado ....Jonathan Muñoz
- 2002 - Vale todo ....Cesar
- 2001 - Amigas y rivales ....Edgar
- 1999 - Alma rebelde ....Ariel

## Telefilmes
| Ano  | Título               | Papel                                        |
| ---- | -------------------- | -------------------------------------------- |
| 2002 | Una Razón para vivir | Lucas                                        |
| 2003 | La Flor y la Rosa    | Leonardo                                     |
| 2004 | Entre amor y Furia   | Roberto Almeida                              |
| 2004 | La Soñadora          | Leonardo Silva                               |
| 2005 | Los Jovens Rebeldes  | Luan Hernández                               |
| 2006 | Vidas Cruzadas       | Marco Antônio Ferreira del Castillo/Fernando |